# 常滑市立大野小学校
常滑市立大野小学校（とこなめしりつ おおのしょうがっこう）は、愛知県常滑市大野町にある公立小学校。
2010年（平成22年）5月1日時点の児童数は290名。公立中学校に進学する場合は常滑市立青海中学校に進学する。

## 沿革
- 1873年（明治6年） - 創立。
- 1892年（明治24年） - 大野尋常小学校に改称。
- 1910年（明治43年） - 大野尋常高等小学校に改称。
- 1941年（昭和16年） - 大野国民学校に改称。
- 1947年（昭和22年） - 大野町立大野小学校に改称。
- 1952年（昭和27年） - 給食開始。
- 1954年（昭和29年） - 大野町などが合併して常滑市が誕生したことで常滑市立大野小学校に改称。
- 1959年（昭和34年） - 伊勢湾台風による甚大な被害。
- 1960年（昭和35年） - 〈旧〉常滑市立大野小学校と常滑市立三和西小学校が統合されて〈新〉常滑市立大野小学校が発足。現在地の常滑市立大野中学校跡に移転。
- 1960年（昭和35年） - 校章制定。
- 1961年（昭和36年） - 校旗樹立。
- 1966年（昭和41年） - 校歌制定。作詞:山崎敏夫、作曲:水谷昌平[1]
- 1966年（昭和41年） - 屋内運動場竣工。
- 1971年（昭和46年） - 北館竣工。
- 1974年（昭和49年） - プール竣工。
- 1975年（昭和50年） - 南館竣工。
- 1986年（昭和61年） - 校訓「和して進む」が復活し校訓碑を建立。

## 通学区域
小倉町、晩台町、大塚町、大野町、金山（森下、大門、堀田、六治、城下、城山、西下手、油手、猿堂、西申堂、桜谷、糠子、出崎、仏供田、西丸山、東丸山、峰畑、東長峰、西長峰、玉、与平、浜道、上白田、四井池、上砂原、下砂原、八ツ廻間、西石田、長峰、丸山、屋敷、東屋敷、北平井、大屋敷、下手、脇之田、柴崎、西大曽、会下前、南平井、藤脇、藤塚、北仏供田、北大根山、南大根山、米野、北キロ、金蓮寺）、青海町（三丁目、四丁目、五丁目、六丁目、七丁目、八丁目）、西之口（四丁目の一部）

## 通学区域内の主な施設
- 名鉄常滑線大野町駅
- 大野海水浴場